# Puteal
Puteal (latinski: od puteus (bunar) — množina: putealia) je klasična kruna bunara izgrađeno oko pristupnog otvora bunara.

## Opis
Ograda sprječava ljude da padnu u bunar inače otvoren na razini površine. Kada je opremljen poklopcem od lijevanog željeza, kao tradicionalno na javnim trgovima ili kampovima u Veneciji u Italiji, građani i opskrba vodom bili su zaštićeni.
Putealije su korištene kao pristupačna točka distribucije vode, te kao estetski arhitektonski element. Lokacije su uključivale javne gradske trgove i privatna dvorišta.   Često su se nalazile u atrijima, gdje su omogućavale pristup cisterni za vodu koju je napajao impluvij.

### Klasični puteali
Klasični puteal izrađen je od klesanog kamena, u Europi često od mramora. Često su ukrašeni reljefima klasičnih grčkih i rimskih tema oko svojih vanjskih lica. Jedan starorimski bio je u strukturi Puteal Scribonianum na rimskom forumu, no do danas ništa nije ostalo.
Izraz se također koristi za kružne klasične ostatke (spolije) reciklirane nakon antike u izvore bunara, kao što je Guildford Puteal u Britanskom muzeju.

## Poveznice
- Bidental
- Fontus (Fons) — starorimski bog fontana i bunara
- Zdenac želja